# Liste von Dichtern der konkreten und visuellen Poesie
Die Liste von Dichtern der konkreten und visuellen Poesie enthält Dichter und Künstler, die in den Literatur- und Kunstwissenschaften den Genres Konkrete Poesie und Visuelle Poesie zugeordnet werden. Eine Abgrenzung ist nicht immer eindeutig, da diese Künstler selten ausschließlich in einem Bereich gearbeitet haben. Grenzüberschreitungen gibt es bei einzelnen Dichtern auch zur Experimentellen Poesie, Multiples, Mail Art, heute auch der Netzkunst und sogar der Skripturalen Malerei.

## Europa

### Belgien
- Alain Arias-Misson
- Guy Bleus
- Marcel Broodthaers
- Christian Dotremont
- Leon Van Essche
- Luc Fierens
- Guy Schraenen
- Paul de Vree
- Ivo Vroom

### Dänemark
- Eric Anderson
- Henrik Have
- Arthur Køpcke
- Bo Kristiansen
- Mogens Otto Nielsen
- William Louis Sørensen
- Vagn Steen

### Deutschland
- Cornelia Ahner
- Hartmut Andryczuk
- Michael Badura
- Mary Bauermeister
- Max Bense
- Joseph Beuys
- Chris Bezzel
- Ilse Bing
- Claus Böhmler
- Claus Bremer
- Uwe Bremer
- Theo Breuer
- Elisabeth Broel
- Klaus Burkhardt
- Safiye Can
- Gernot Cepl
- Carlfriedrich Claus
- Sigfrid Cremer
- Hanne Darboven
- Klaus Peter Dencker
- Klaus-Peter Dienst
- Rolf-Gunter Dienst
- Reinhard Döhl
- Gerhild Ebel
- Katharina Eckart
- Werner Enke
- Barbara Fahrner
- Wil Frenken
- Ilse Garnier
- Winfred Gaul
- Albrecht Genin
- Jochen Gerz
- Ludwig Gosewitz
- Klaus Groh
- Thomas Günther
- Horst Haack
- Wolfgang Hainke
- Ludwig Harig
- Raoul Hausmann
- Paul Heimbach
- Helmut Heißenbüttel
- Kai Hoesselbarth
- Johannes Jansen
- Angelika Janz
- Ines Ketelhodt
- Irmtraud Klug
- Jana Kluge
- Ferdinand Kriwet
- Helmut Löhr
- Axel George Malik
- Kurt A. Mautz
- Hansjörg Mayer
- Henning Mittendorf
- Franz Mon
- Christian Morgenstern
- Reinhold Nashan
- Jürgen Olbrich
- Mathias Pohlmann
- Claudia Putz
- Robert Rehfeldt
- Karl Riha
- Konrad Balder Schäuffelen
- Ali Schindehütte
- Arno Schmidt
- Siegfried J. Schmidt
- Wolfgang Schmidt
- Ute Schneider
- Dietrich Schneider-Henn
- Achim Schnyder
- Kurt Schwitters
- Dieter Emil Sdun
- Kai Selbar
- Hartmut Sörgel
- Ulrike Stoltz
- Ulrich Tarlatt
- Timm Ulrichs
- Johannes Vennekamp
- Wolf Vostell
- Dieter Wagner
- Arno Waldschmidt
- Uwe Warnke
- Ruth Wolf-Rehfeldt
- Ottfried Zielke
- Klaus Zylla

### Finnland
- Anselm Hollo
- Jukka-Pekka Kervinen
- J. Lehmus
- Heta Norros
- Eino Ruutsalo

### Frankreich
- Pierre Albert-Birot
- Michel Amarger
- Guillaume Apollinaire
- Jean-Bernard Arkitu
- Denise Aubertin
- Alain Bar
- Laurent Berman
- Suzanne Bernard
- Julien Blaine
- Jean-Françoise Bory
- Gérard-Philippe Broutin
- Christian Burgaud
- Michel Butor
- Claude Cahun
- Françoise Canal
- Patrick Chelli
- Henri Chopin
- Guy de Cointet
- Michel Corfou
- Jean Cortot
- Jean-Paul Curtay
- Llys Dana
- Joëlle Dautricourt
- Frédérique Devaux
- Bertrand Dorny
- Joël Ducorroy
- Albert Dupont
- Robert Filliou
- Pierre Garnier
- Paul-Armand Gette
- Bernard Heidsieck
- Joël Hubaut
- Isidore Isou
- Michel Jaffrennou
- Rachid Koraichi
- Frank Lalou
- Maurice Lemaître
- Françoise Mairey
- Jacques Maret
- Robert Massin
- Claude Melin
- Didier Mutel
- Jean-Pierre Nadau
- Gabriel Paris
- Jérôme Peignot
- Claude Pelieu
- Georges Perec
- Gabriel Pomerand
- Raymond Queneau
- Bernard Quentin
- Anne Quesemand
- Maurice Roche
- Roland Sabatier
- Alain Satie
- Pierre di Sciullo
- Geneviève Seillé
- Emile-Bernard Souchere
- Jacques Spacagna
- Roland Topor
- Ben Vautier
- Jacques Villeglé
- Anik Vinay
- Gil J. Wolman

### Griechenland
- Demosthenes Agrafiotis
- Stathis Chrissicopoulos
- Criton Tomazos
- Constantin Xenakis

### Island
- Erró
- Hreinn Friðfinnsson
- Jon Laxdal

### Italien
- Vincenzo Accame
- Alessandro Algardi
- Ignazio Apolloni
- Luciana Arbizzani
- Nanni Balestrini
- Vittore Baroni
- Gianfranco Baruchello
- Carlo Belloli
- Mirella Bentivoglio
- Gianni Bertini
- Carla Bertola
- Gabriele-Aldo Bertozzi
- Tomaso Binga
- Irma Blank
- Giorgio Camastro
- Eugenio Carmi
- Ugo Carrega
- Luciano Caruso
- Betty Danon
- Caterina Davinio
- Mario Diacono
- Marcello Diotallevi
- Corrado D'Ottavi
- Vittorio Fava
- Fernanda Fedi
- Luigi Ferro
- Giovanni Fontana
- Claudio Francia
- Gino Gini
- Marco Giovenale
- Silvio Guardi
- Anna Guillot
- Elisabetta Gut
- Emilio Isgro
- Ketty La Rocca
- Arrigo Lora-Totino
- Lucia Marcucci
- Filippo Tommaso Marinetti
- Stelio Maria Martini
- Angelo Merante
- Eugenio Miccini
- Enzo Miglietta
- Magdalo Mussio
- Maurizio Nannucci
- Anna Oberto
- Luciano Ori
- Claudio Parmiggiani
- Luca Patella
- Enzo Patti
- Giancarlo Pavanello
- Michele Perfetti
- Lamberto Pignotti
- Mimmo Rotella
- Giovanna Sandri
- Roberto Sanesi
- Sarenco
- Gianni Simone
- Gianni-Emilio Simonetti
- Adriano Spatola
- Luigi Tola
- Franco Verdi
- Emilio Villa
- Rudolfo Vitone
- William Xerra

### Jugoslawien
- Nenad Bogdanovic
- Dobrica Kamperelic
- Rora Kamperelic
- Katalin Ladik
- Adriano Spatola
- Mladen Stilinović
- Andrej Tišma
- Miroljub Todorovic
- Franci Zagoricnik

### Liechtenstein
- Roberto Altmann

### Luxemburg
- Jean Delvaux

### Niederlande
- Arno Arts
- Hans Clavin
- Herman Damen
- Ruud Janssen
- Robert Joseph
- G. J. de Rook
- Willem Sandberg
- Rod Summers
- Herman de Vries

### Norwegen
- Lars Michel Raattamaa
- Monica Rasprong

### Österreich
- Friedrich Achleitner
- H. C. Artmann
- Heimrad Bäcker
- Klaus Basset
- Josef Bauer
- Konrad Bayer
- Peter Daniel
- Brigitta Falkner
- Franzobel
- Heinz Gappmayr
- Andreas Hapkemeyer
- Werner Herbst
- Christine Huber
- Ernst Jandl
- Georg Jappe
- Gerhard Jaschke
- Christian Katt
- Ilse Kilic
- Anatol Knotek
- Fritz Lichtenauer
- Josef Linschinger
- Friederike Mayröcker
- Oskar Pastior
- Jörg Piringer
- Mario Rotter
- Gerhard Rühm
- Greta Schodl
- Betty Skuber
- Ingo Springenschmid
- Hans Staudacher
- Christian Steinbacher
- Liesl Ujvary
- Günter Vallaster
- Peter Weiermair
- Wolf Wezel
- Fritz Widhalm
- Oswald Wiener
- Hansjörg Zauner

### Polen
- Johanna Adamczewska
- Katarzyna Bazarnik
- Henryk Bzdok
- Zenon Fijfer
- Johanna Czerwinska
- Andrzej Dłużniewski
- Stanisław Dróżdż
- Andrzej Dudek-Dürer
- Jarosław Kozłowski
- Andrzej Kwietniewski
- Natalia LL
- Pawl Petasz
- Piotr Rypson
- Stefan Themerson
- Alicja Werbachowska
- Stefan Wewerka

### Portugal
- Fernando Aguilar
- António Aragão
- Cesar Figeiredo
- Ana Hatherly
- E. M. de Melo e Castro
- Alberto Pimenta

### Rumänien
- Andrea Dezsö
- Valery Oișteanu
- Daniel Spoerri, * 27. März 1930 in Galați, Rumänien als Daniel Isaac Feinstein, jetzt (2012) Schweiz.
- Gert & Uwe Tobias, * 1973 in Brașov (deutsch: Hermannstadt), jetzt (2012) in Köln lebend.

### Russland
- Africa
- Dimitry Babenko
- Vagrich Bakhchanyan
- Vilen Barsky
- Sergei Biriukov
- Mikhail Bogatyrev
- Ariadna Bondareva
- Grisha Bruskin
- Alexandr Bubnov
- Dimitry Bulatov
- Oleg Dergatchov
- Alexander Fedulov
- Valeriy Gerlovin
- Rimma Gerlovina
- Jef Golyscheff
- Iliazd
- Alexander Kohav
- Boris Konstriktor
- Alexei Jelissejewitsch Krutschonych
- Willi Melnikov-Starquist
- Boris Nieslony
- Rea Nikonova
- Lev Nussberg
- Alex Ocheretyansky
- Olga Platanova
- Dimitry Prigov
- Andrei Repeshko
- Valeri Scherstjanoi
- Serge Segay
- Leonid Tishkov
- Tolsty
- Andrey Tozik

### Schweden
- Mats Bengtsson
- Lars Gunnar Bodin
- Bo Cavefors
- Torsten Ekbom
- Elis Eriksson
- Öyvind Fahlstrom
- Jari Hammarberg-Akesson
- Stan Hanson
- Åke Hodell
- Bengt Emil Johnson
- Bengt af Klintberg
- Ilmar Laaban
- Jørgen Nash
- Carl Frederik Reuterswärd
- Hardy Strid

### Schweiz
- Arthur Aeschbacher
- Ian Anull
- John Armleder
- Franco Beltrametti
- Hans Rudolf Bosshard
- Claus Bremer
- Anton Bruhin
- Ernst Buchwalder
- Gerard Charriere
- Peer Clahsen
- H. R. Fricker
- Eugen Gomringer
- Werner Hartmann
- Horst Klassen
- Kurt Marti
- Dieter Roth
- Günther Ruch
- Andreas Senser
- Daniel Spoerri
- Manfred Stirnemann
- André Thomkins
- Adolf Wölfli

### Spanien
- José María Calleja
- José Luis Castillejo
- Joaquim Chancho
- Evru, frühere Künstlernamen: Zush, Zush-Evru
- Bartolomé Ferrando
- Juan Hidalgo
- Ignazio Gomez de Liaño
- Fernando Millan
- Francisco Molero Prior
- Joan Palou
- Joan Rabascall
- Zush, spätere Künstlernamen: Zush-Evru, Evru

#### Katalonien
- Carlos Pazos
- Joan Brossa

### Tschechoslowakei
(Tschechien, Slowakei)
- Karel Adamus
- Vladimir Burda
- Stano Filko
- Bohumila Grögerová
- Václav Havel
- Josef Hiršal
- Adolf Hoffmeister
- Jiří Hůla
- Miroslav Klivar
- Milan Knížák
- J. H. Kocman
- Jiří Kolář
- Ladislav Nebeský
- Ladislav Novák
- Eduard Ovčáček
- Radoslav Rochallyi
- Petr Ševčík
- Rudolf Sikora
- Karel Trinkewitz
- Jiři Valoch

### Türkei
- Yüksel Pazarkaya

### Ukraine
- Myroslav Kozol
- Rafael Levchin
- Mykola Miroshnychenko
- Tatiana Nazarenko
- Mykola Soroka
- Vasyl Trubaj

### Ungarn
- András Petőcz
- József Bíró
- Orshi Drozdik
- György Galántai
- János Géczi
- László Hegedűs 2
- Fabian Istvan
- László Lakner
- Emőke Lipcsey
- Tibor Papp
- Paul Nagy
- Géza Perneczky
- Endre Szkárosi
- Bálint Szombathy
- Endre Tót
- Gábor Tóth
- Róbert Zend

### Vereinigtes Königreich
- Jeremy Adler
- Gavin Bantock
- Andrew Belsey
- Ian Breakwell
- Christine Brooke-Rose
- Cozette de Charmoy
- Chris Cheek
- Donato Cinicolo 3
- Paula Claire
- Bob Cobbing
- Patricia Collins
- Kenelm Cox
- John Crombie
- Robin Crozier
- Simon Cutts
- David Dellafiora
- Tom Edmonds
- Clive Fencott, auch als P. C. Fencott
- Peter Finch
- Allen Fischer
- John Furnival
- Mike Gibbs
- Alasdair Gray
- Bill Griffiths
- Alan Halsey
- Dom Sylvester Houédard
- Philip Jenkins
- B. S. Johnson
- Michael Leigh
- Simon Lewty
- Peter Liversidge
- Cavan McCarthy
- Neil Mills
- Thomas Stuart Mills
- Geraldine Monk
- Stephan Morris
- Opal Nations
- Ann Noël
- Jeff Nuttall
- Tom Phillips
- Betty Radin
- Stefan Themerson
- Jake Tilson
- Joe Tilson
- Karl Torok
- Lawrence Upton
- Charles Verey
- Stephan Willats
- Edward Wright
- Nicholas Zurbrugg

#### Schottland
- Gilbert Adair
- Thomas A. Clark
- Ian Hamilton Finlay
- Marie Marshall
- Edwin Morgan

## Amerika

### Kanada
- Randy Adams
- Jim Andrews
- Pierre-André Arcand
- Margaret Avison
- David Aylward
- Carlyle Baker
- Jars Balan
- Jonathan Ball
- Nelson Ball
- Anna Banana
- Douglas Barbour
- Shaunt Basmajian
- Derek Beaulieu
- Earle Birney
- Bill Bissett
- Christian Bok
- Daniel f. Bradley
- Barbara Caruso
- John Robert Colombo
- Judith Copithorne
- JW Curry
- Peter Day
- Paul Dutton
- Greg Evason
- Maxine Gadd
- Jean-Claude Gagnon
- Gary Gilbert
- LeRoy Gorman
- Brion Gysin
- Paul Hartal
- Wharton Hood
- Karl Jirgens
- Lionel Kearns
- Mark Laba
- Damien Lopes
- Donato Mancini
- Camille Martin
- Steve McCaffery
- Marshall McLuhan
- Seymour Mayne
- Gustave Morin
- bp Nichol
- Ross Priddle
- John Riddell
- Stuart Ross
- R. Murray Schafer
- Gerry Shikatani
- David UU (David W. Harris)
- Darren Werschler-Henry

### Vereinigte Staaten
- Miekel And
- Carl Andre
- Susan Barron
- Michael Basinski
- Jean-Michel Basquiat siehe SAMO
- Guy Beining
- John M. Bennett
- Carol Berge
- Wallace Berman
- Charles Bernstein
- Jake Berry
- Douglas Blazek
- George Brecht
- Johnny Brewton
- John Eric Broaddus
- Charles Bukowski
- John Byrum
- Richard C., das ist: Richard Craven
- John Cage
- Jim Clinefelter
- David Cole
- Geoffrey Cook
- Michael B. Corbett
- Peter M. Cragie
- E. E. Cummings
- Mark Danielewski
- David Daniels
- Wally Depew
- Bill DiMichele
- Ray DiPalma
- Jacob Drachler
- Hendrik Drescher
- Johanna Drucker
- Timothy Ely
- endwar
- Kathy Ernst
- Raymond Federman
- Chris Franke
- Ken Friedman
- Bill Gaglione
- Philip Gallo
- Gena Genis
- John Giorno
- Jesse Glass
- Kenneth Goldsmith
- Joan Goswell
- Robert Grenier
- Bob Grumman
- Walter Hamady
- John Held Jr.
- Steven Heller
- Scott Helmes
- Bob Heman
- Jan Jacob Herman
- Dick Higgins
- Crag Hill
- Jack Hirschman
- Judith Hoffberg
- Jenny Holzer
- David Det Hompson
- Geoff Huth
- Sandra Jackman
- Ray Johnson
- Ronald Johnson
- Bill Keith
- Karl Kempton
- Alison Knowles
- Richard Kostelanetz
- Barbara Kruger
- Tom L. Kryss
- Paul Laffoley
- Robert Lax
- Ruth Laxson
- Jim Leftwich
- D. A. Levy
- Ginny Lloyd
- Jackson Mac Low
- Malok
- Camille Martin
- Michael McClure
- Richard Meade
- Clifton Meador
- Thomas Merton
- Don Milliken
- Richard Minsky
- Mike Miskowski
- David Moss
- Sheila Murphy
- Tadeusz Myslowski
- Bruce Nauman
- F. A. Nettelbeck
- Tom Ockerse
- Kenneth Patchen
- Werner Pfeiffer
- Michael Joseph Phillips
- Harry Polkinhorn
- Bern Porter
- Norman Pritchard
- John Pyros
- Dan Raphael
- Ad Reinhardt
- Aminah Robinson
- Ernest Robson
- Robert Rocola
- Kay Rosen
- Marilyn R. Rosenberg
- Jerome Rothenberg
- SAMO, das ist: SAMO© Graffiti (Jean-Michel Basquiat)
- Edward Sanders
- Aram Saroyan
- Claire Jeanine Satin
- Paula Scher
- Armand Schwerner
- Spenser Selby
- Sloj
- Jessica Smith
- William Jay Smith
- Mary Ellen Solt
- Max Sonnenfeld
- Buzz Spector
- Carol Stetser
- David Stone
- Austin Straus
- Ingrid Swanberg
- Kent Taylor
- Andrew Topel
- Edwin Torres
- Cecil Touchon
- Nico Vassilakis
- John Viera
- Dan Waber
- D.r. Wagner, das ist: Donald R. Wagner
- Liz Was
- Hannah Weiner
- Irving Weiss
- Derek White
- Emmett Williams
- Jonathan Williams
- Martin Wilner
- Chris Winkler
- Michael Winkler
- Anne Wolf
- Arne Wolf
- Karl Young
- Madam X
- Z'EV
- Jody Zellen

## Südamerika

### Argentinien
- Fernando García Delgado
- Fabio Doctorovich
- Armando Durante
- León Ferrari
- Graciela Gutiérrez Marx
- Leandro Katz
- Edgardo Antonio Vigo

### Brasilien
- Marcio Almeida
- Paolo Bruscky
- Avelino de Araújo
- Edgard Braga
- Joaquim Branco
- Augusto de Campos
- Haroldo de Campos
- Moacy Cirne
- Wlademir Dias-Pino siehe Vlademir Dias Pino
- Leonhard Frank Duch
- Ferreira Gullar
- Eduardo Kac
- Philadelpho Menezes
- Décio Pignatari
- Vlademir Dias Pino
- Mira Schendel
- Regina Vater
- Pedro Xisto

### Chile
- Guillermo Deisler
- Eugenio Dittborn

### El Salvador
- Romeo Galdámez, auch: Jesús Romeo Galdámez

### Jamaika
- Edward Lucie Smith

### Kolumbien
- Jonier Marin
- José Antonio Suárez Londoño

### Kuba
- Samuel Feijóo
- Carlos Luis
- Carlos Maciá
- Severo Sarduy

### Mexiko
- Ulises Carrión
- Laura Elenes
- Mathias Goeritz
- María Eugenia Guerra
- Jorge Rosano

### Puerto Rico
- Antonio Martorell
- Pedro Pietri
- Francisco Rosado

### Uruguay
- N. N. Argañaraz
- Jorge Caraballo
- Amanda Berenguer
- Clemente Padin
- Ruben Mario Tani

### Venezuela
- Dámaso Ogaz

## Asien

### Armenien
- Sonia Balassanian

### China
- Che Qianzi
- Christopher Harmon Cheung, auch: Zhang Hanming
- Tsang Kin-wah
- Xu Bing

### Indien
- Dev
- Kalnath Jha
- Arvind Krishna Mehotra

### Irak
- Hassan Massoudy

### Iran
- Massoud Arabshahi
- Assurbanipal Babilla
- Shirin Neshat

### Israel
- David Avidan
- Leila Avrin
- Menachem Boas
- Moshe Castel
- Moshe Dadoun
- Gary Goldstein
- Maty Grünberg
- Jacob El Hanani
- Moshe Kupferman
- Hilla Lulu Lin
- Izhar Patkin
- Fred Pauker

### Japan
- Abe Kayoko
- Arakawa, oder Arakawa Shusaku
- Ay-O
- Ryosuke Cohen, oder Kōen Ryōsuke
- Fujitomi Yasuo
- Habara Shukuro
- Hamajo Chisato
- Hasegawa Itsuko
- Hasekura Takako
- Hirai Yu
- Leiko Ikemura, oder Ikemura Reiko
- Ito Motoyuki
- Izumi Noboru
- Kajino Kyuyo
- Kamimura Hiroo
- Toshi Katayama, oder Katayama Toshihiro
- Kitasono Katue
- Kittaka Hiroe
- Kosugi Takehisa
- Kubota Shigeko
- Kunimine Teruko
- Matsutani Takesada
- Miyagishi Akiyoshi
- Mori Ikuo
- Mukai Shutaro
- Murakami Kazunori
- Nakagawa Chiharu
- Nakamura Keiichi
- Nakano Chima
- Niikuni Seiichi
- Ohtake Shinro
- Yoko Ono, oder Ono Yōko
- Shimizu Toshihiko
- Ochiishi August-moon [?]
- Shiomi Mieko
- Takahashi Shohachiro
- Shin Tanabe, oder Tanabe Shinichi
- Tanabu Horoshi
- Tabanaka Ryojiro
- Yarita Misako
- Yoshizawa Shoji

### Korea
- Ko Jeong
- Koh Won
- Kum-Nam Baik
- Nam June Paik

### Libanon
- Walid Raad

### Philippinen
- David Medalla
- Elisa Tan

## Australien und Ozeanien

### Australien
- Stephan Banham
- Javant Biarujia
- Raimondo Cortese
- Ruth Cowen
- Mimmo Cozzolino
- Jas H. Duke
- Anthony Figallo
- Dianne Fogwell
- Tim Gaze
- Jennifer Hawkins
- Mike Hudson
- Jadwiga Jarvis
- Peter Lyssiotis
- Chris Mann
- Peter Murphy
- F'nL Osowski
- Norma Pearce
- Pi O, auch als: Pie (TT) O
- David Powell
- Alan Riddell
- Tom Roberts
- Alex Selenitsch
- Pete Spence
- Amanda Stewart
- Peter Sullivan
- thalia
- Richard Tipping
- Cornelis Vleeskens
- Graham Willoughby
- Adam Wolter

### Neuseeland
- Andrew Blythe

## Afrika

### Algerien
- Rachid Koriachi

### Elfenbeinküste
- Frédéric Bruly Bouabré

### Südafrika
- Willem Boshoff
- Robin Farquharson
- Garth Walker

### Tunesien
- Nja Mahdaoui

## Einige Künstlergruppen
- Darmstädter Kreis (Moderne) (Deutschland)
- Stuttgarter Gruppe/Schule (Deutschland)
- Wiener Gruppe (Österreich)
- Grupo Texto Poetica (Spanien)
- Noigandres (Brasilien)
- Cerebral Shorts (Australien)